# Język pampango
Język pampango (pampangan, kapampangan) – język austronezyjski z grupy filipińskiej używany przez 2 mln osób na Filipinach, głównie w prowincjach Pampanga i Tarlac.
Wcześnie opisany w postaci publikacji gramatycznych i leksykograficznych, jego badaniem zajmowali się kolonialni autorzy hiszpańscy.
Jest zapisywany alfabetem łacińskim, przy czym istnieją różne wersje ortografii. Historycznie było używane rodzime pismo kulitan (zwane też sulat kapampangan).